# Giemzów
Giemzów – wieś w Polsce położona w województwie łódzkim, w powiecie łódzkim wschodnim, w gminie Brójce. Położona nad rzeką Ner, która stanowi naturalną granicę z wsią Wandalin.

## Historia
Wieś założył Stanisław Trzaska z Woli Rakowej w 1530 roku pod początkową nazwą „Struża”. Od 1534 roku Giemzów należy do parafii w Rzgowie. Prywatna wieś duchowna Giemzów czyli Stróża położona była w drugiej połowie XVI wieku w powiecie piotrkowskim województwa sieradzkiego, własność krakowskiej kapituły katedralnej.
Po rozbiorach Polski miejscowość znalazła się w zaborze rosyjskim i leżała w Królestwie Polskim. W XIX-wiecznym Słowniku geograficznym Królestwa Polskiego wymieniona jest jako wieś i folwark leżące w powiecie łódzkim w gminie Wiskitno i parafii Rzgów. W 1827 w miejscowości znajdowało się 16 domów zamieszkiwanych przez 130 mieszkańców. W 1870 miejscowy folwark zmienił właściciela zostając zakupiony za 31138 rubli srebrnych. Liczył on w sumie 595 mórg powierzchni w tym 522 gruntów ornych i ogrodów. Stało w nim 6 murowanych budynków oraz 8 drewnianych. Folwark oddzielono od dóbr Wiskitno w 1872.
Właściciel Giemzowa, Stanisław Żychliński w 1928 roku został odznaczony Srebrnym Krzyżem Zasługi za „zasługi w pracy społecznej”.
W latach 1975–1998 miejscowość administracyjnie należała do ówczesnego województwa łódzkiego.
Giemzów jest w odległości około 500 m od planowanego zjazdu z autostrady A1 – wschodniej obwodnicy Łodzi – węzła Romanów.

## Zabytki
Według rejestru zabytków Narodowego Instytutu Dziedzictwa na listę zabytków wpisane są obiekty:
- zespół dworski, XVII-XIX w.:
  - dwór, nr rej.: 131-VII-9 z 23.08.1946 oraz A/148/135 z 28.08.1967
  - park, nr rej.: A/205 z 17.03.1977

### Dwór
Dwór w Giemzowie jest datowany na przełom XVIII i XIX wieku. Został zbudowany na planie prostokąta z dwoma kwadratowymi alkierzami od strony ogrodu. Jest budynkiem parterowym z mieszkalnym poddaszem i dwutraktowym układem wnętrza z sienią i salonem na osi. W trakcie frontowym znajdują się dwa duże pokoje, od strony ogrodu – mniejsze. W fasadzie uwagę zwraca obudowany ganek z trójkątnym szczytem i wejściem między kolumnami. Naroża alkierzy ujęte są palami pilastrów. Dwór ma dach czterospadowy. Pod koniec XX wieku dwór został gruntownie odrestaurowany przez obecnego właściciela.
W dworze mieści się hotel z restauracją.

### Park
Park rozciąga się na powierzchni 2,5 ha, w tym 1,3 ha stanowi powierzchnia leśna, a 0,3 ha staw. Całość składa się z części użytkowej, w południowo-zachodniej stronie, oraz części o charakterze wypoczynkowo-spacerowym w części północnej. W parku zachowały się planowo sadzone dwustuletnie lipy otaczające podjazd. żywopłoty grabowe osiągają wiek 150–200 lat, a pojedyncze graby są jeszcze starsze. W parku są także klony, jesion, akacja, topola i orzech jadalny.